# Benoît Angbwa
Benoît Angbwa Ossoemeyang Christian (Garoua, Região Norte, Camarões, 1 de janeiro de 1982), é um futebolista camaronês que joga no FC Anzhi Makhachkala. Ele normalmente joga como zagueiro ou lateral-direito, mas também pode jogar no meio-campo.

## Carreira
Angbwa teve passagens por Montpellier HSC e Lilie Olympique da França, Nacional Montevideo do Uruguay e Krylia Sovetov e Saturn Moscou da Rússia. Angbwa é gerenciado pela S.L. Extratime.

## Seleção Camaronesa
Fez sua estreia internacional em 9 de fevereiro de 2005, contra o Senegal disputado na França. Disputou em 2006 o Campeonato Africano das Nações. Sua equipe saiu nas quartas de final.